# Rubus erlangeri
Rubus erlangeri är en rosväxtart som beskrevs av Adolf Engler. Rubus erlangeri ingår i släktet rubusar, och familjen rosväxter. Inga underarter finns listade i Catalogue of Life.